# Uppspår och nedspår
Upp och ned betecknar riktningar för ett järnvägsspår. 

## Sverige
Uppspår är det vänstra spåret på dubbelspår för tåg med jämna tågnummer, det vill säga i regel tåg med målet nordligare än utgångsstationen. Uppspåret används huvudsakligen för den upp-(=nord)gående trafiken.
Nedspår är det vänstra spåret på dubbelspår för tåg med udda tågnummer, det vill säga i regel tåg med målet sydligare än utgångsstationen. Nedspåret används huvudsakligen för den ”ned-(syd)gående trafiken.
Vad som är upp och ned framgår av den grafiska tidtabellen. För järnvägar som går i nord-sydlig riktning brukar upp vara norrut, men det finns undantag (exempelvis Sala-Västerås N som är uppåt trots att det är söderut).
Vid 4-spår finns normalt två uppspår och två nedspår. Den långsamma trafiken går då vanligen i de två mittspåren.
Varje spår har sin egen uppsättning optiska signaler. Dessa har normalt bokstaven U eller N framför sina nummerbeteckningar på dubbelspår, respektive L på enkelspår.
Signaler och växlar i riktning upp har jämna nummer och udda nummer i riktning ned. På samma vis har tåg ett jämnt eller udda tågnummer beroende på riktning.
Vid ATC användes baliser i spåret för att meddela föraren och tågdatorn de hastigheter och signaler som gäller framöver. Eftersom olika meddelanden gäller för de två riktningarna så finns det alltid minst två baliser som med sin inbördes ordning gör att tågdatorn kan veta om meddelandet gäller riktningen som tåget framförs i.
Säkerhetssystemet garanterar att körriktningen för ett spår inte kan växlas förrän spåret är hinderfritt och infart är spärrad.